# パンディット (密偵)

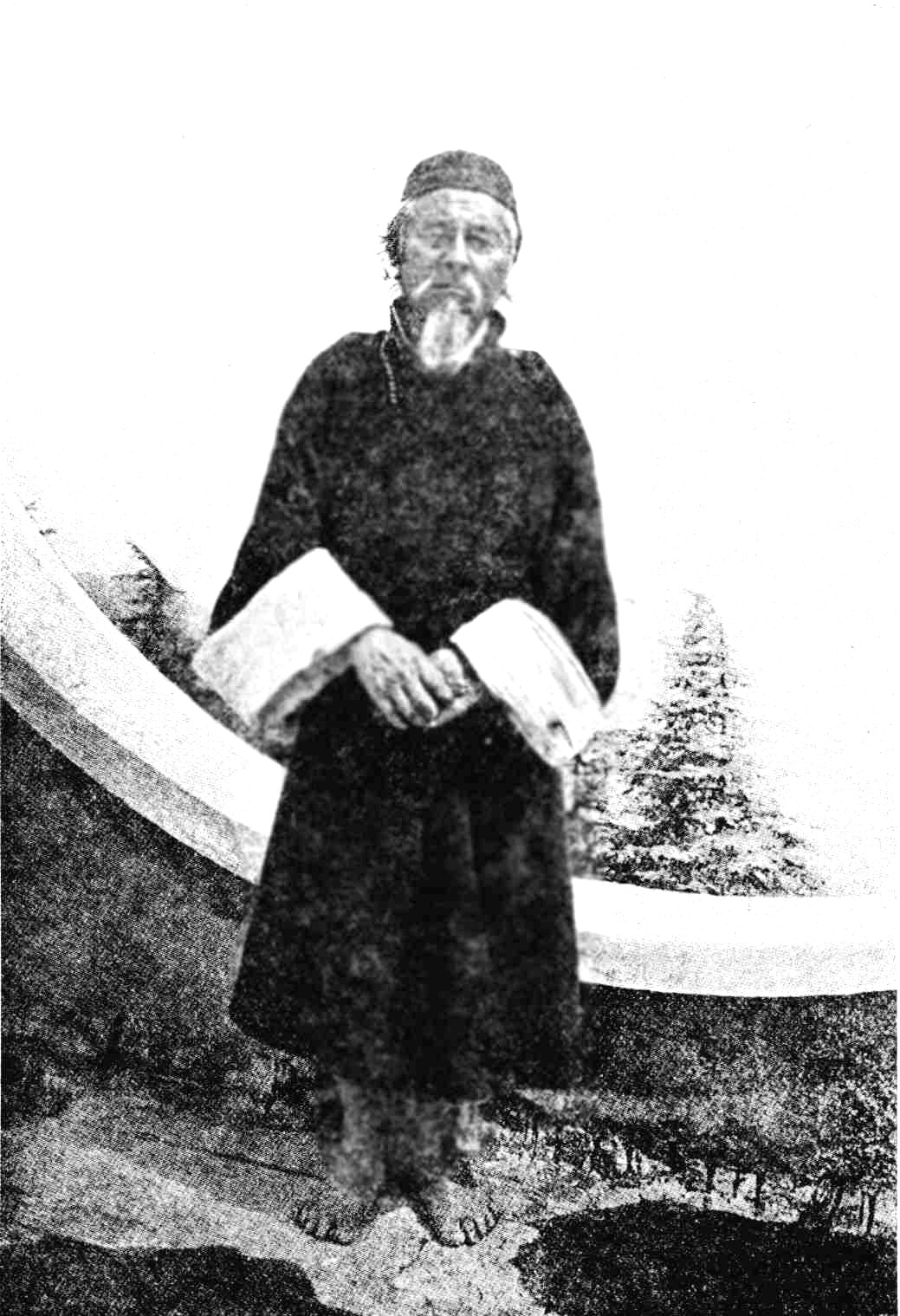
キントゥプ、19世紀後半のチベットを踏査したシッキム人のパンディット

パンディット（英語: pundit, pandit）は、19世紀後半の英領インドでイギリスのためにインドの北方地域での探検・踏査に従事した現地出身者。秘密裏に測量を行う訓練を施され調査を行った。

## インド大三角測量とパンディット
19世紀の地理学上の一大壮挙にインド大三角測量と呼ばれるイギリス領インド帝国で行われた測量事業があった。当時、イギリスはインド北方の地理情報も求めていた。これは、単に地理学上の関心だけが背景にあった訳ではなく、それに加えてロシア帝国が中央アジアへその支配を拡げつつあり、やがて当時イギリスの植民地下にあったインドの富へもその触手を伸ばしてくるのではないかというイギリスのロシアに対する"恐れ"があった。当時、イギリス人もロシア人もそれぞれアジアでの覇権拡大を図ろうとしていた。その為この地域の地理的な情報は、いわゆる「グレート・ゲーム」という意味において喉から手が出るほど重要な情報だった。
しかしながら、一部の地域ではこれらの調査は不可能と考えられた。というのも、インドが国境を接したいくつかの国、特にチベットは、イギリス人の調査隊はおろか西洋人が入国することすら許されない情勢にあったからだった。この調査の隊長を務めたトーマス・ジョージ・モントゴメリーは、1860年代にこの問題の解決策としてシッキムといったインド北辺の国境地域の出身者を測量調査員として訓練してその地域の調査に差し向けるというアイデアに思い至った。現地出身者の密偵であれば現地で聖者として敬われるチベット仏教の僧侶（ラマ僧）や交易商人に扮することでヨーロッパ人よりも疑われなくて済んだ。これらの現地出身の調査要員はパンディットと呼ばれた。
その最たる人物、キントゥプは、当時はまだ太平洋に流れ込んでいるのか、あるいはインド洋に流れ込んでいるのか分かっていなかったヤルンツァンポ川が、インド洋のベンガル湾に流れ込むガンジス河の支流ブラマプトラ川の上流部であることを確認した最初の人物となった。

## 調査方法

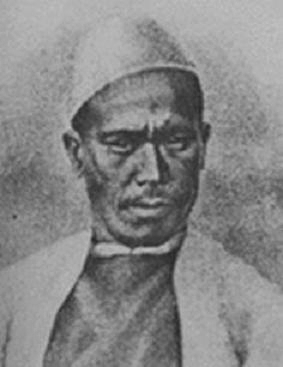
"ザ・パンディット"ことナイン・シン・ラワット

周囲に不審がられないで済む数々の測量手法が編み出された。パンディットは1マイルを正確に2000歩で歩くよう歩測の特訓を受けた。その際、歩を数え上げるのに、現地のヒンドゥー教徒やチベット仏教徒が使うマーラーとも呼ばれる数珠に少し細工を施し用いた。通常は108個の珠が連なって出来ているところその数珠は実は100個の珠から成り、さらに10個毎に珠のサイズが僅かに大きい という代物で、100歩毎に1つの珠をつま繰ることで歩数を誤りなく数え上げることができた。また、チベット仏教徒の巡礼は、「オム・マニ・ペメ・フム」とマントラを唱えながら回すマニ車―中にはお経が納められている―を手にしているが、パンディットはお経の代わりに歩測や観測で得たデータをコッソリと書き付けておくための巻紙をマニ車の中に仕込んでいた。
パンディットのナイン・シン・ラワットはまた、その道中で何かしら興味を抱いた他の旅人が話し掛けようとうっかり近づいてくると、祈りに耽る巡礼が如くその場で不意に歩みを巡らせ、そいった手合いをかわすという術を用いた。ほとんどの場合、このテクニックでこの手の連中を上手く撒くことができた。
また、彼らは観察データを詩に換え道中暗唱することでそれを忘れないようにするテクニックも使った。パンディットには測量技術について広範な訓練が施された。例えば、六分儀の使用方法、水を沸かしてその沸点から標高を割り出す方法、それらに加え天体観測の仕方も習得した。さらに、パンディットは医療の訓練も受けた。これらの用心や周囲を欺く術にもかかわらずパンディットのうちの幾人かはその正体が露見し突き返されたり、あるいは捕まって拷問を受け、終には処刑される者もいた。しかしながら、彼らの調査行によってヒマラヤ、チベットやその周辺地域の驚くほど正確な地図がもたらされた。

## 著名なパンディット
- ハリ・ラム（英語版）
- キントゥプ（英語版）[注 1]
- キシェン・シン（英語版）
- マニ・シン・ラワット
- ナイン・シン・ラワット（ヒンディー語版、英語版）

## 文学におけるパンディット
- Kipling, Rudyard (1901). Kim. New York: Doubleday, Page & Company. OCLC 236914（ラドヤード・キップリング、『少年キム（英語版）』も参照[注 4]。）[注 5]

パンディットの訓練が描写される。
- 陳舜臣『パンディット』オール讀物1987年5月号初出。『異人館周辺』所収[12]、文芸春秋、1990年。ISBN 4163116508（文庫版 1993年。ISBN 416715014X）

第二次世界大戦を挟んだ戦前、戦後の神戸で、"パンディット"と渾名された謎のインド人との交流を描く短編。